# نانسي يوسف
نانسي يوسف صحفية أمريكية تعمل حاليًا كمراسلة للأمن القومي في صحيفة وول ستريت جورنال. كانت سابقًا مراسلة الأمن القومي لصحيفة ذا ديلي بيست و بوزفيد نيوز و صحف ماكلاتشي.

## سيرة شخصية
ولد نانسي لأبوين مصريين، وهو من الجيل الأول من سكان منطقة واشنطن العاصمة. تتحدث العربية بطلاقة. تخرجت يوسف من جامعة فيرجينيا حيث حصلت على درجة البكالوريوس في الاقتصاد. وذهبت للدراسة في كلية الدراسات الدولية المتقدمة بجامعة جونز هوبكنز. تحمل نانسي درجة الماجستير في الدراسات الأمنية من كلية إدموند إيه والش للخدمة الخارجية بجامعة جورجتاون.

## روابط خارجية
- رابطة صحافة البنتاغون
- ملف PBS لنانسي يوسف
- Youssef مرات الظهور على سي-سبان